# Sportfreunde Lotte
Der VfL Sportfreunde Lotte ist ein Sportverein mit rund 1200 Mitgliedern (Stand 2020) in sechs Abteilungen aus der Gemeinde Lotte in der westfälischen Region Tecklenburger Land (Kreis Steinfurt). Die erfolgreichste und bekannteste Abteilung des Vereins ist die Fußballmannschaft, die von 2016 bis 2019 in der 3. Liga spielte.

## Geschichte
Der Verein wurde 1929 unter dem Namen Turnverein Lotte gegründet und beschränkte sich zunächst ausschließlich auf das Turnen. Nach der Neugründung des Vereins unter dem Namen VfL Sportfreunde Lotte am 9. Februar 1946 wurden neben dem Turnen auch Abteilungen für Fußball und Handball eingerichtet.
Die Fußballer schafften im Jahre 1965 erstmals den Sprung in die Bezirksklasse. Nach dem erneuten Abstieg auf Kreisebene im Jahre 1973 gelang im Jahre 1981 endgültig der Sprung in die Bezirksliga, dem im Jahre 1989 der erstmalige Aufstieg in die Landesliga Westfalen folgte. Auch dort gehörten die Sportfreunde sofort zu den Spitzenteams und stiegen im Jahre 1996 in die Verbandsliga (5. Liga) auf.  Nach vielen Jahren in der Spitzengruppe gelang mit der Verbandsliga-Meisterschaft in der Saison 2003/04 der Aufstieg in die Oberliga Westfalen. In der Saison 2007/08 erreichte man dort den vierten Platz und qualifizierte sich somit für die Regionalliga West der neuen dreigleisige Regionalliga. Die Saison 2008/09 beendeten die Sportfreunde unter Trainer Maik Walpurgis auf Platz 10 und qualifizierten sich durch die Finalteilnahme im Westfalenpokal für die 1. Hauptrunde des DFB-Pokals 2009/10. Dort wurde den Sportfreunden der Bundesligist VfL Bochum zugelost, der sich knapp mit 1:0 durchsetzen konnte.
Nachdem die Sportfreunde Lotte die Regionalligasaison 2011/12 in der Weststaffel als Tabellenzweiter mit einem Punkt Rückstand auf die zweite Mannschaft von Borussia Dortmund beendet hatten, legten sie beim DFB Beschwerde ein und forderten eine Aufnahme als 21. Mitglied in die 3. Liga 2012/13, weil Spieler von Rot-Weiss Essen gestanden hatten, am 36. Spieltag vor einem Spiel gegen Borussia Dortmund II gegen die eigene Mannschaft gesetzt zu haben. Dieser Einspruch wurde am 25. Mai 2012 abgewiesen, da keine Spielmanipulation nachgewiesen werden konnte und zudem die Einspruchsfrist abgelaufen war.

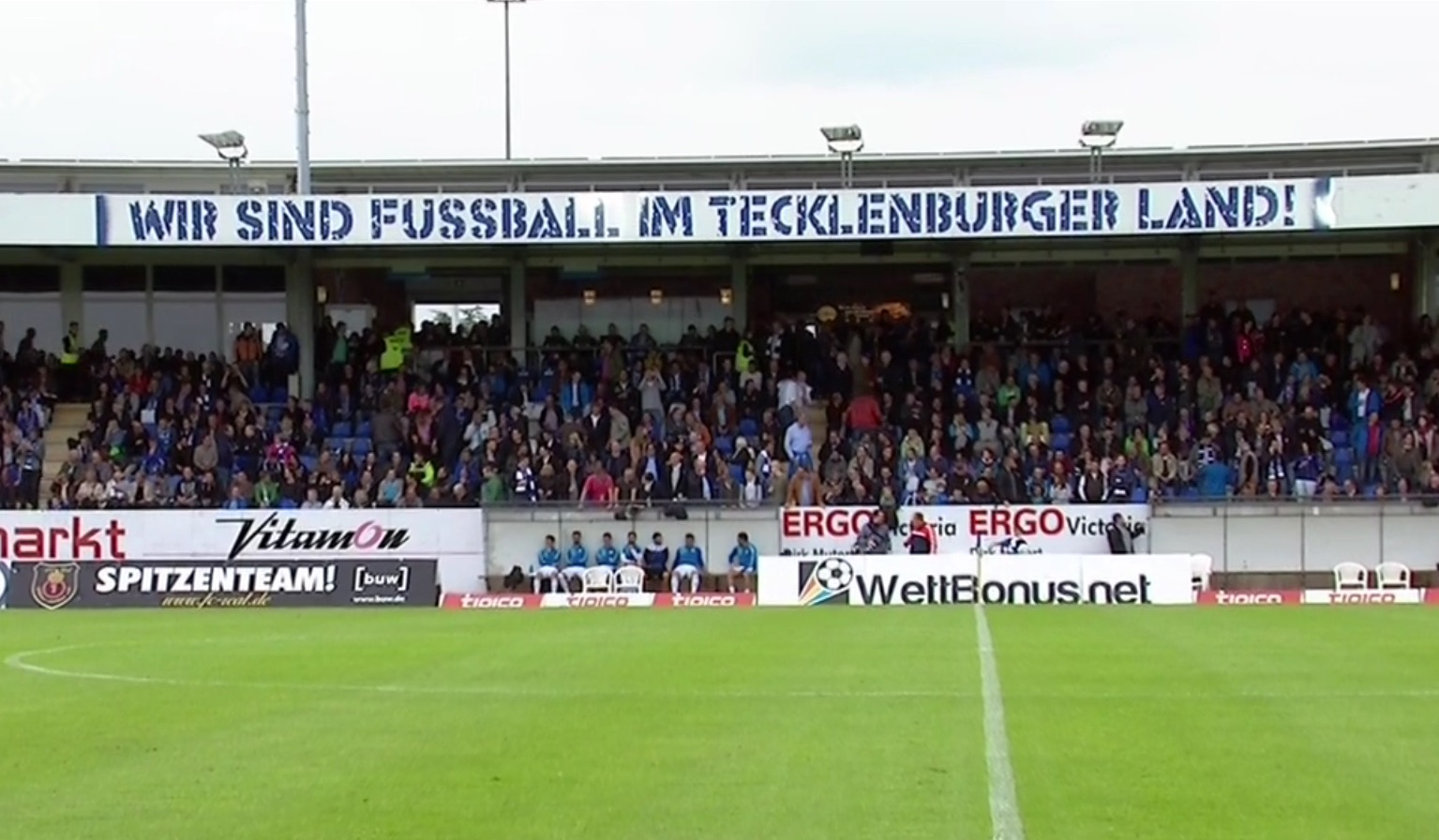
Blick auf einen Teil der Haupttribüne des Frimo Stadions

Am Ende der Saison 2012/13 wurden die Sportfreunde Meister der Regionalliga West und sicherten sich damit die Teilnahme an der Aufstiegsrunde zur 3. Fußball-Liga, in der sie in zwei Spielen gegen den Nordost-Meister RB Leipzig antraten. Das Auswärtsspiel ging 0:2 verloren, daheim führten die Sportfreunde nach 90 Minuten mit 2:0, scheiterten aber in der Verlängerung (2:2) und verfehlten damit den Aufstieg in die 3. Liga. In den folgenden Saisons spielten die Sportfreunde Lotte zwar vorne mit (2. Platz 2013/14, 6. Platz 2014/15), verpassten aber eine neuerliche Qualifikation für die Aufstiegsrunde. Diese wurde in der Saison 2015/16 erneut erreicht. Die Sportfreunde Lotte wurden mit 83 Punkten Meister der Regionalliga West. In der Aufstiegsrelegation zur 3. Liga setzen sie sich gegen den SV Waldhof Mannheim, den Meister der Regionalliga Südwest 2015/16, mit 2:0 nach Hin- und Rückspiel durch und stiegen zum ersten Mal in die 3. Liga auf.
In der Saison 2016/17 trafen die Sportfreunde in der 1. Runde des DFB-Pokals auf den Bundesligisten Werder Bremen, den sie am 21. August 2016 mit 2:1 besiegten. Mit 10.059 Zuschauern wurde in diesem Spiel ein neuer Vereinsrekord aufgestellt. In der 2. Runde konnten sich die Sportfreunde im heimischen Frimo Stadion vor 8.763 Zuschauern gegen einen weiteren Bundesligisten, Bayer 04 Leverkusen, mit 6:5 n. E. durchsetzen. Im Achtelfinale wurde der Zweitligist TSV 1860 München mit 2:0 bezwungen. Als Gegner im Viertelfinale wurde Borussia Dortmund ausgelost. Das Spiel konnte am 28. Februar 2017 jedoch wegen eines Unwetters nicht stattfinden und wurde verschoben auf den 14. März 2017. Für die Austragung wich man an die Bremer Brücke im benachbarten Osnabrück aus. Hier schied Lotte im Viertelfinale gegen Borussia Dortmund mit 0:3 aus. Die Klasse konnten die Sportfreunde in ihrer ersten Drittligaspielzeit halten, sie schlossen die Saison 2016/17 auf Platz zwölf ab.
Trainer Ismail Atalan wechselte daraufhin zum VfL Bochum und wurde durch Oscar Corrochano ersetzt. Dessen Vertrag wurde nach nur wenigen Wochen aufgelöst. Marc Fascher übernahm Ende Juli 2017 das Traineramt und wurde nach nur drei Monaten entlassen. Andreas Golombek wurde sein Nachfolger und schaffte mit den Sportfreunden noch den Klassenerhalt. Die Saison 2018/19 begann erneut mit einem Trainerkarussell. Matthias Maucksch wurde nach wenigen Spieltagen entlassen und auch sein Nachfolger Nils Drube hielt sich nur bis Anfang April 2019. Daraufhin kehrte Ismail Atalan nach Lotte zurück, konnte aber den Abstieg seiner Mannschaft nicht mehr verhindern.

Logo der SFL bis 2016

Ende Februar 2020 gab Atalan seine Trainer-Tätigkeit bei Lotte auf, weil er in gleicher Aufgabe zum Halleschen FC wechselte. Am 17. April des Jahres wurde Imke Wübbenhorst als neue Trainerin des Clubs, ab dem 1. Juli 2020, vorgestellt. Sie war, nach Inka Grings beim SV Straelen im April 2019, die zweite Trainerin, die einen deutschen Fußball-Viertligisten im Männerbereich trainierte. Sie erhielt einen Zweijahresvertrag. Wübbenhorst wurde vom Verein aber bereits am 15. Dezember 2020 wieder freigestellt, ihr Nachfolger wurde Co-Trainer Andy Steinmann. Ende März 2022 wurde Steinmann durch den ehemaligen Spieler Tim Wendel-Eichholz, der wenige Wochen zuvor als Co-Trainer angeheuert hatte, abgelöst. Nach einer 0:3-Heimniederlage am 22. April 2022 gegen Rot-Weiss Essen standen die Sportfreunde Lotte als dritter Absteiger aus der Regionalliga 2021/22 fest.  In der Saison 2023/24 gelang am vorletzten Spieltag der Oberliga Westfalen der Aufstieg in die Regionalliga West für die Saison 2024/25. Mit der anschließenden Meisterschaft wurde die Qualifikation für den DFB-Pokal 2024/25 erreicht.

## Erfolge
- Qualifikation für die erste Runde des DFB-Pokals 2025/2026
- Aufstieg in die 3. Liga: 2016
- Meister der Regionalliga West: 2012/13, 2015/16
- Meister der Oberliga Westfalen: 2023/24
- Viertelfinalist im DFB-Pokal 2016/17
- Westfalenpokalsieger: 2015
- Kreispokalsieger: 2003–2008, 2023, 2024

## Bilanz seit 1980
Die Tabelle zeigt das sportliche Abschneiden der Sportfreunde Lotte seit 1980.
| Saison    | Liga (Ebene)                  | Pl. | Sp. | S  | U  | N  | Tore  | Diff. | Pkt.  | Bemerkung                                                       |
| --------- | ----------------------------- | --- | --- | -- | -- | -- | ----- | ----- | ----- | --------------------------------------------------------------- |
| 1980/81   | Kreisliga A Tecklenburg (VII) | 01. | 30  | 20 | 07 | 03 | 83:35 | +48   | 47:13 | Letzte Saison in der Vereinsgeschichte auf Kreisebene           |
| 1981/82   | Bezirksliga 10 (VI)           | 05. | 30  | 13 | 08 | 09 | 67:49 | +18   | 34:26 |                                                                 |
| 1982/83   | Bezirksliga 10 (VI)           | 03. | 30  | 16 | 06 | 08 | 68:55 | +13   | 38:22 |                                                                 |
| 1983/84   | Bezirksliga 10 (VI)           | 07. | 30  | 11 | 09 | 10 | 48:52 | 0−4   | 31:29 |                                                                 |
| 1984/85   | Bezirksliga 10 (VI)           | 04. | 30  | 16 | 07 | 07 | 70:46 | +24   | 39:21 |                                                                 |
| 1985/86   | Bezirksliga 10 (VI)           | 11. | 30  | 11 | 06 | 13 | 45:50 | 0−5   | 28:32 |                                                                 |
| 1986/87   | Bezirksliga 10 (VI)           | 02. | 30  | 19 | 05 | 06 | 74:40 | +34   | 43:17 |                                                                 |
| 1987/88   | Bezirksliga 10 (VI)           | 03. | 30  | 16 | 06 | 09 | 61:39 | +22   | 38:22 |                                                                 |
| 1988/89   | Bezirksliga 10 (VI)           | 01. | 30  | 20 | 09 | 01 | 55:20 | +35   | 49:11 | Aufstieg in die Landesliga Westfalen                            |
| 1989/90   | Landesliga Westfalen 4 (V)    | 10. | 28  | 08 | 09 | 11 | 41:46 | 0−5   | 25:31 |                                                                 |
| 1990/91   | Landesliga Westfalen 4 (V)    | 04. | 30  | 20 | 04 | 06 | 58:21 | +37   | 44:16 |                                                                 |
| 1991/92   | Landesliga Westfalen 4 (V)    | 02. | 32  | 20 | 09 | 03 | 55:21 | +34   | 49:15 |                                                                 |
| 1992/93   | Landesliga Westfalen 4 (V)    | 02. | 30  | 19 | 06 | 05 | 62:31 | +31   | 44:16 |                                                                 |
| 1993/94   | Landesliga Westfalen 4 (V)    | 04. | 30  | 13 | 11 | 06 | 50:33 | +17   | 37:23 |                                                                 |
| 1994/95   | Landesliga Westfalen 4 (VI)   | 02. | 30  | 19 | 07 | 04 | 58:19 | +39   | 45:15 |                                                                 |
| 1995/96   | Landesliga Westfalen 4 (VI)   | 01. | 26  | 19 | 03 | 04 | 48:14 | +34   | 60    | Aufstieg in die Verbandsliga Westfalen                          |
| 1996/97   | Verbandsliga Westfalen 1 (V)  | 06. | 28  | 11 | 11 | 06 | 35:32 | 0+3   | 44    |                                                                 |
| 1997/98   | Verbandsliga Westfalen 1 (V)  | 03. | 28  | 15 | 05 | 08 | 46:33 | +13   | 50    |                                                                 |
| 1998/99   | Verbandsliga Westfalen 1 (V)  | 05. | 30  | 16 | 05 | 09 | 46:29 | +17   | 53    |                                                                 |
| 1999/2000 | Verbandsliga Westfalen 1 (V)  | 04. | 30  | 16 | 08 | 06 | 50:28 | +22   | 56    |                                                                 |
| 2000/01   | Verbandsliga Westfalen 1 (V)  | 08. | 28  | 11 | 07 | 10 | 46:46 | 0±0   | 40    |                                                                 |
| 2001/02   | Verbandsliga Westfalen 1 (V)  | 05. | 28  | 13 | 06 | 09 | 40:37 | 0+3   | 45    |                                                                 |
| 2002/03   | Verbandsliga Westfalen 1 (V)  | 05. | 28  | 14 | 04 | 10 | 63:32 | +31   | 46    |                                                                 |
| 2003/04   | Verbandsliga Westfalen 1 (V)  | 01. | 30  | 21 | 06 | 03 | 81:18 | +63   | 69    | Aufstieg in die Oberliga Westfalen                              |
| 2004/05   | Oberliga Westfalen (IV)       | 08. | 34  | 14 | 08 | 12 | 54:55 | 0−1   | 50    |                                                                 |
| 2005/06   | Oberliga Westfalen (IV)       | 05. | 34  | 15 | 11 | 08 | 49:43 | 0+6   | 56    |                                                                 |
| 2006/07   | Oberliga Westfalen (IV)       | 08. | 34  | 13 | 10 | 11 | 59:54 | 0+5   | 49    |                                                                 |
| 2007/08   | Oberliga Westfalen (IV)       | 04. | 34  | 16 | 12 | 06 | 62:35 | +27   | 60    | Qualifikation für die Regionalliga West                         |
| 2008/09   | Regionalliga West (IV)        | 10. | 34  | 14 | 07 | 13 | 53:57 | 0−4   | 49    |                                                                 |
| 2009/10   | Regionalliga West (IV)        | 02. | 34  | 17 | 10 | 07 | 48:31 | +17   | 61    |                                                                 |
| 2010/11   | Regionalliga West (IV)        | 03. | 34  | 17 | 11 | 06 | 43:29 | +14   | 62    |                                                                 |
| 2011/12   | Regionalliga West (IV)        | 02. | 36  | 22 | 10 | 04 | 64:31 | +33   | 76    |                                                                 |
| 2012/13   | Regionalliga West (IV)        | 01. | 38  | 26 | 08 | 04 | 70:27 | +43   | 86    | Relegation zur 3. Liga: RB Leipzig – SF Lotte 2:0, 2:2 n. V.    |
| 2013/14   | Regionalliga West (IV)        | 02. | 36  | 18 | 15 | 03 | 57:26 | +31   | 69    |                                                                 |
| 2014/15   | Regionalliga West (IV)        | 06. | 34  | 13 | 15 | 06 | 55:34 | +21   | 54    |                                                                 |
| 2015/16   | Regionalliga West (IV)        | 01. | 36  | 25 | 08 | 03 | 67:23 | +44   | 83    | Relegation zur 3. Liga: SF Lotte – SV Waldhof Mannheim 0:0, 2:0 |
| 2016/17   | 3. Liga                       | 12. | 38  | 13 | 09 | 16 | 46:47 | 0−1   | 48    |                                                                 |
| 2017/18   | 3. Liga                       | 16. | 38  | 11 | 07 | 20 | 43:60 | −17   | 40    |                                                                 |
| 2018/19   | 3. Liga                       | 18. | 38  | 09 | 13 | 16 | 31:46 | −15   | 40    | Abstieg in die Regionalliga West                                |
| 2019/20   | Regionalliga West (IV)        | 07. | 22  | 09 | 04 | 09 | 35:33 | 0+2   | 31    | Abbruch der Saison infolge der COVID-19-Pandemie                |
| 2020/21   | Regionalliga West (IV)        | 15. | 40  | 10 | 14 | 16 | 47:72 | −25   | 44    |                                                                 |
| 2021/22   | Regionalliga West (IV)        | 18. | 38  | 09 | 03 | 26 | 36:63 | −27   | 30    | Abstieg in die Oberliga Westfalen                               |
| 2022/23   | Oberliga Westfalen (V)        | 04. | 34  | 18 | 06 | 10 | 64:43 | +21   | 60    |                                                                 |
| 2023/24   | Oberliga Westfalen (V)        | 01. | 34  | 24 | 04 | 06 | 93:32 | +61   | 76    | Aufstieg in die Regionalliga West                               |
| 2024/25   | Regionalliga West (IV)        | 03. | 30  | 15 | 07 | 08 | 60:45 | +15   | 52    |                                                                 |

## Persönlichkeiten

### Kader Saison 2024/25
- Stand: 22. April 2025[14]

| 01 | Steffen Westphal   | Deutschland |
| 12 | Laurenz Beckemeyer | Deutschland |
| 44 | Luis Hillemeier    | Deutschland |

| 03 | Thomas Kok          | Niederlande          |
| 05 | Jeff Mensah         | Deutschland Ghana    |
| 08 | Johannes Sabah      | Deutschland          |
| 15 | Hans-Juraj Hartmann | Kroatien Deutschland |
| 19 | Leonel Brodersen    | Deutschland          |
| 22 | Denis Milic         | Deutschland Serbien  |
| 25 | Nico Lübke          | Deutschland          |
| 33 | Andreas Wiegel      | Deutschland          |
| 37 | Albin Thaqi         | Deutschland Kosovo   |

| 04 | Philip Fontein   | Deutschland         |
| 06 | Niklas Determann | Deutschland         |
| 10 | Fatlum Elezi     | Deutschland Kosovo  |
| 16 | Nico Thier       | Deutschland         |
| 17 | Kamer Krasniqi   | Kosovo Deutschland  |
| 18 | Ulrich Bapoh     | Deutschland Kamerun |
| 21 | Jan Wellers      | Deutschland         |
| 31 | Kevin Holzweiler | Deutschland         |
| 77 | Vincent Schaub   | Deutschland         |

| 09 | Mats Facklam       | Deutschland                    |
| 11 | Burinyuy Nyuydine  | Deutschland Kamerun            |
| 20 | Marc Heider        | Vereinigte Staaten Deutschland |
| 28 | Leon Demaj         | Deutschland Kosovo             |
| 29 | Samuel Owusu Addai | Deutschland Ghana              |

### Trainer und Funktionäre Saison 2024/25
| Funktion        | Name              |
| --------------- | ----------------- |
| Cheftrainer     | Fabian Lübbers    |
| Co-Trainer      | Tobias Tschernik  |
| Co-Trainer      | Max Kremer        |
| Torwarttrainer  | Michele Capizzi   |
| Athletiktrainer | Gianluca Marzullo |
| Teammanager     | Luca Pflugradt    |

### Ehemalige Spieler
- Markus Aerdken
- Ralf Balzis
- Hamadi Al Ghaddioui
- Ali Bilgin
- Ralf Feuerstein
- Dirk Gellrich
- Alexander Langlitz
- Julian Lüttmann
- Gerrit Nauber
- Nico Neidhart
- Marcus Piossek
- Marcus Rickert
- Vitomir Rogoznica
- Sidney Santos di Brito
- Lars Schiersand
- Amir Shapourzadeh
- Alexander Thamm
- Max Wegner